# Волковчики
Волковчики (укр. Вовківчики) — село в Шепетовском районе Хмельницкой области Украины.
Население по переписи 2001 года составляло 212 человек. Почтовый индекс — 30425. Телефонный код — 3840. Занимает площадь 58 км².

## Местный совет
30425, Хмельницкая обл., Шепетовский р-н, с. Волковцы, ул. Садовая, 29